# Auxon (Alto Saona)
 Auxon  es una población y comuna francesa, situada en la región de Franco Condado, departamento de Alto Saona, en el distrito de Vesoul y cantón de Port-sur-Saône.

## Demografía
| 262 | 261 | 332 | 390 | 369 | 399 | 571 |
| Para los censos de 1962 a 1999 la población legal corresponde a la población sin duplicidades (Fuente: INSEE [Consultar]) |     |     |     |     |     |     |